# Цукрова голова (шолом)

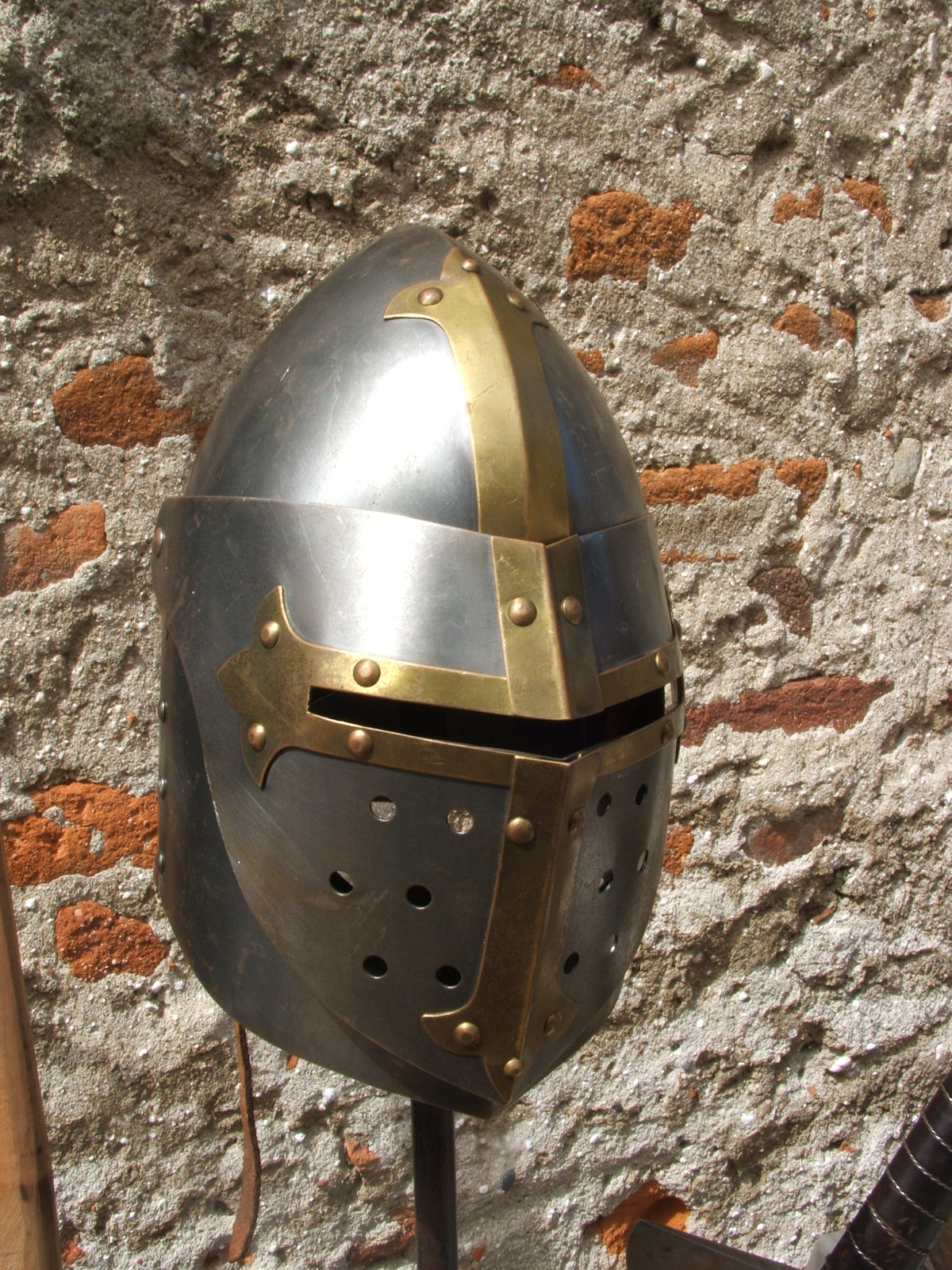
Сучасна реконструкція шолому «цукрова голова» із заборолом

Цукрова голова (англ. Sugarloaf helm) — пізній різновид шолома топгельм. За формою подібний до свого попередника, але відрізняється гострою конічною верхівкою, з якої краще ковзає удар холодної зброї. За підрахунками реконструкторів «цукрова голова» активно використовувався в першій половині XIV ст.
Свою назву «цукрова голова» отримав від американських реконструкторів в кінці XX століття. Вперше цей термін був застосований для визначення специфічного виду горщикоподібного шолома, зображеного на Флорентійському барельєфі, який датується 1320—1325 роками.
Частини Sugarloaf helm викопувалися по всій Західній Європі, проте цілий шолом так і не був знайдений. Спірним також є питання наявності забрала та бармиці в даному виді шолома.
Sugarloaf helm, імовірно, використовували разом з кольчугами, першими бригантинами, стьобанками та латними елементами. Разом вони забезпечували неперевершений захист для тогочасних лицарів.